# اوشن بی پارک (نیوجرسی)
اوشن بی پارک (به انگلیسی: Ocean Bay Park) یک منطقهٔ مسکونی در ایالات متحده آمریکا است که در شهرستان سافک، نیویورک واقع شده‌است.